# میلتائو
میلتائو (انگلیسی: Miltão; ۱ ژوئیهٔ ۱۹۵۰ – ۲۲ دسامبر ۲۰۰۳) بازیکن فوتبال اهل برزیل بود.
وی در سال ۱۹۷۹ برترین گلزن جام لیبرتادورس شد.